# 马克格拉夫诺伊锡德尔
马克格拉夫诺伊锡德尔是奥地利下奥地利州根瑟恩多夫县的一个市镇。总面积19.82平方公里，总人口831人，人口密度41.9人/平方公里（2005年）。